# 郡上市立白鳥小学校
郡上市立白鳥小学校 （ぐじょうしりつ しろとりしょうがっこう）は、岐阜県郡上市にある公立小学校。

## 通学区域
- 通学区域は白鳥町白鳥、白鳥町為真、白鳥町越佐、白鳥町向小駄良である。公立中学校の進学先は郡上市立白鳥中学校である[1]。

## 沿革
- 1873年（明治6年）
  - 3月 - 大島村に逢島義校[注釈 1]が開校。白鳥村、為真村、大島村、中津屋村、越佐村が校区。
  - 10月 - 白鳥村、為真村が逢島義校から離脱。両村が共同で為真村に溜谷義校を開校。越佐村に逢島義校の分校を設置。
- 1875年（明治8年） - 溜谷義校が溜谷小学校に改称する。
- 1877年（明治10年） - 溜谷小学校が白鳥村に移転。白鳥学校に改称する。
- 1879年（明治12年） - 白鳥学校が分立し、為真村に為真学校が開校する。
- 1886年（明治19年） - 
  - 白鳥学校が白鳥簡易科小学校、為真学校が為真簡易科小学校に、それぞれ改称する。
  - 大島尋常小学校[注釈 2]越佐分校が越佐簡易科小学校となる。
- 1897年（明治30年）4月1日 - 白鳥村、為真村、大島村、中津屋村、越佐村が合併し、上保村が発足。
- 1898年（明治31年）
  - 3月 - 白鳥簡易科小学校、為真簡易科小学校、越佐簡易科小学校が統合され、上保北尋常小学校となる。本校は旧・白鳥簡易科小学校に設置し、為真分校、越佐分校を設置。
  - 4月 - 上保北尋常高等小学校に改称する。
- 1900年（明治33年） - 上保南尋常小学校[注釈 3]を統合し、上保尋常高等小学校となる。大島分校、中津屋分校を設置。
- 1903年（明治36年） - 移転。仮校舎が完成。越佐分校を廃止。
- 1919年（大正8年）
  - 3月 - 校舎が完成。大島分校、中津屋分校、為真分校を廃止。
  - 6月 - 失火により校舎の大部分を焼失。一部の児童は旧・越佐分校で授業を行う。
  - 11月 - 旧・大島分校、中津屋分校を大中尋常高等小学校として開校。
- 1925年（大正14年） - 大中尋常高等小学校を統合し、第二教場を設置。
- 1928年（昭和3年）11月10日 - 上保村が町制改称により白鳥町となる。
- 1941年（昭和16年） - 白鳥国民学校に改称する。
- 1947年（昭和22年） - 白鳥町立白鳥小学校に改称する。
- 1951年（昭和26年） - 第二教場が白鳥町立大中小学校として独立する。
- 1952年（昭和27年） - 木造校舎を新築する。
- 1956年（昭和31年）4月1日 - 白鳥町、牛道村、北濃村と合併し、白鳥町が発足。
- 1960年（昭和35年） - 白鳥町立北濃小学校第二分校が白鳥小学校に統廃合され、向小駄良地区の児童は白鳥小学校に転入する。
- 1974年（昭和49年） - 新校舎（鉄筋コンクリート造）が完成。
- 1986年（昭和61年） - 体育館が完成。
- 2004年（平成16年）3月1日 - 八幡町、大和町、白鳥町、高鷲村、美並村、和良村、明宝村が合併し、郡上市が発足。同時に郡上市立白鳥小学校に改称する。